# Louis Mesplé
Louis Mesplé, né le 18 mai 1949 à Toulouse, est un journaliste, écrivain et directeur artistique français, spécialiste de la photographie, 

## Biographie
Louis Mesplé se forme sur le terrain aux industries graphiques, et par des 'expériences rédactionnelles' de la presse des années 1970.
Il commence par des collaborations dans des hebdos de contre-pouvoir médiatiques régionaux : La Tribune du Midi, L'Autan, et brièvement ailleurs, à Midi Olympique.
De 1976 à 1979 : il travaille au journal quotidien Rouge de la Ligue Communiste révolutionnaire (LCR). 
En 1980, il rejoint la rédaction du journal Libération et se spécialise dans la photographie en édition quotidienne. Journaliste (carte 41025), il y occupe les postes de responsable du "desk", puis chef du service photo jusqu'en 1990. Louis Mesplé fait partie du petit groupe qui bouscule le code des usages des visuels dans la presse parisienne. Avec quelques passionnés, éditeurs ou galeristes, il agit pour la reconnaissance culturelle à part entière du médium photographique.  
Son intérêt pour la photographie vient des conférences documentaires du photographe vulgarisateur Jean Dieuzaide, qu'il suivait pendant ses études à Toulouse. 
Pendant les années 1980, il est également conseiller en ethno-photographie auprès de Jean Malaurie (collection Terre Humaine). Membre du comité de rédaction de Photographie Magazine.  
En septembre 1990, il est nommé directeur général artistique des Rencontres internationales de la Photographie d'Arles jusqu'en 1994.  
En 1995, il participe activement à des programmes de stages professionnels, de recherches auprès des photographes du continent africain et à la construction des Rencontres de Bamako, biennale africaine de la photographie qui se tient au Mali. 
En 1998 il est directeur des Rencontres de Bamako. 
Parallèlement, il s'intéresse au début du support numérique, invente et conduit le premier objet numérique (CD Rom) sur la photo intitulé Photographie française, parcours contemporains : une coproduction avec l'Afaa – Association française d'action artistique (devenue Cultures France en 2006, puis L'Institut Français), CD-Rom présentant les cinquante meilleurs photographes français à travers 450 photos accessibles par des parcours interactifs et des expositions virtuelles. 
En 1999, il lance le programme Villes capitales d'Afrique qui se conclut par une grande exposition à Lille en 2002. 
Parallèlement Louis Mesplé est consultant pour divers médias (groupes Lagardère, Bayard, etc.), enseignant auprès de centres de formation de journalistes ;  membre du comité de rédaction de L'Amateur de Cigare fondé par Jean-Paul Kauffmann. 
En 2001, il crée et préside l'association In Visu qui propose et met en place des expositions d'art contemporain sur le site de la Forteresse de Salses (66) en Languedoc-Roussillon. Des artistes de renommée internationale y sont présentés. Cette expérience de haut niveau artistique menée en partenariat avec le Centre des monuments nationaux (CMN), est tournée prioritairement et pédagogiquement vers un public populaire et touristique. La dernière exposition a lieu durant l'été 2018. 
En 2005, il dirige le programme artistique du festival Transitions à Biarritz.  
En 2007, il participe au site d'information Rue89 dont il tient la chronique blog critique On est là pour voir jusqu'en septembre 2014. 
Louis Mesplé est Expert INA (Institut national de l'audiovisuel) où il intervient jusqu'en 2013, ainsi que dans les centres d'art, les écoles de Beaux-Arts. 
En 2017, il fonde avec Dominique Paulin l'association des Hautes Plaines, qui a pour but la valorisation et la conservation d'un lieu architectural unique des années 1970, et d'organiser des résidences d'artistes stages professionnels, séminaires, colloques, dans la bâtisse exceptionnelle de l'éditeur Robert Morel (1922-1990) sur les hauteurs de Mane (04300).

## Publications
- L'Arlésienne de Montmajour, nouvelle in Du dinosaure au cabanon, Actes Sud, 1993  (ISBN 2-7427-0003-X)
- Ja Taa "Prendre l'image", 3e Rencontres de la photographie africaine, Bamako 1998, collectif Actes Sud, 1998  (ISBN 2742721193)
- L'Aventure de la photo contemporaine : de 1945 à nos jours, Chêne, 2006  (ISBN 284277602X)
- Les 101 Mots de la photographie à l'usage de tous, Archibooks + Sautereau, 2009  (ISBN 2357330481)
- "On est là pour voir", chroniques démocritiques sur la photographie, Rue89, Democratic Books, 2011  (ISBN 9782361040499)
- Front/ Lignes, 15 ans d'art contemporain à la Forteresse de Salses, collectif, Voix Edition, 2017  (ISBN 978-2-36210-048-2)